# Foekje Hoekstra
Foekje Hoekstra, (Soest, 28 oktober 1939) is een Nederlands kunstenaar uit Noordwolde.
Foekje Hoekstra kreeg haar opleiding aan academie Artibus in Utrecht. Haar werkgebieden zijn beeldhouwen, installaties en schilderen. Ze gebruikt hiervoor brons, keramiek, olieverf en aquarel. De thema's in haar werk zijn leven en dood, menselijke emoties en relaties en religie/spiritualiteit.